# Bagnolo del Salento
Pour les articles homonymes, voir Bagnolo.
Bagnolo del Salento est une commune italienne de la province de Lecce, dans la région des Pouilles.

## Géographie
La commune est située sur un plateau vallonné au nord-est de Maglie, à l'ouest de la Serra di Montevergine. 
Bagnolo del Salento, comme les autres communes du Salento oriental est traversé par des vent froids d’origine balkanique, ou chauds d’origine africaine.

## Administration
| Période                                  | Période | Identité | Étiquette | Qualité |
| ---------------------------------------- | ------- | -------- | --------- | ------- |
|                                          |         |          |           |         |
| Les données manquantes sont à compléter. |         |          |           |         |

### Communes limitrophes
Cannole, Castrignano de' Greci, Cursi, Maglie, Palmariggi

## Histoire
En 1332, le territoire de la commune était un fief sous la domination de la famille Castruccio, il passa ensuite aux Costello. En 1400, il devient la propriété de Maria d’Enghien, épouse de Raimondello Orsini del Balzo, qui le vend le 12 août 1429 à l’hôpital Santa Caterina in Galatina, fondé par son mari et dirigé par les frères franciscains. 